# تصفيات كأس العالم 2006
تقاسمت الاتحادات القارية الستة المقاعد الواحد والثلاثين المتبقية في بطولة كأس العالم لكرة القدم 2006، وقد ظهر التقسيم الأخير حسب الآتي:
- الاتحاد الأوروبي لكرة القدم: 13 مقعد + المستضيف (ألمانيا)
- الاتحاد الأفريقي لكرة القدم: 5 مقعد
- اتحاد أمريكا الجنوبية لكرة القدم 4,5 مقعد
- الاتحاد الآسيوي لكرة القدم: 4,5 مقعد
- اتحاد أمريكا الشمالية لكرة القدم: 3,5 مقعد
- اتحاد أوقيانوسيا لكرة القدم: 0,5 مقعد

## مجموعات التصفيات

### أوروبا
المنتخبات ال14 تتاهل ثم بلعبوا اصحاب المراكز الثانية في كل مجموعة ملحق لتكملة العدد.
| المجموعة 1        | المجموعة 2          | المجموعة 3             | المجموعة 4         |
| ----------------- | ------------------- | ---------------------- | ------------------ |
| 1. هولندا         | 1. أوكرانيا         | 1. البرتغال            | 1. فرنسا           |
| 2. جمهورية التشيك | 2. تركيا            | 2. سلوفاكيا            | 2. سويسرا          |
| 3. رومانيا        | 3. الدنمارك         | 3. روسيا               | 3. إسرائيل         |
| 4. فنلندا         | 4. اليونان          | 4. إستونيا             | 4. جمهورية أيرلندا |
| 5. مقدونيا        | 5. ألبانيا          | 5. لاتفيا              | 5. قبرص            |
| 6. أرمينيا        | 6. جورجيا           | 6. ليختنشتاين          | 6. جزر فارو        |
| 7. أندورا         | 7. كازاخستان        | 7. لوكسمبورغ           |                    |
| المجموعة 5        | المجموعة 6          | المجموعة 7             | المجموعة 8         |
| 1. إيطاليا        | 1. إنجلترا          | 1. صربيا والجبل الأسود | 1. كرواتيا         |
| 2. النرويج        | 2. بولندا           | 2. إسبانيا             | 2. السويد          |
| 3. إسكتلندا       | 3. النمسا           | 3. البوسنة والهرسك     | 3. بلغاريا         |
| 4. سلوفينيا       | 4. أيرلندا الشمالية | 4. بلجيكا              | 4. المجر           |
| 5. بيلاروس        | 5. ويلز             | 5. ليتوانيا            | 5. آيسلندا         |
| 6. مولدوفا        | 6. أذربيجان         | 6. سان مارينو          | 6. مالطا           |

### أفريقيا
بدأ التصفيات التمهيدية في التصفيات في يومي 13 أكتوبر و 17 نوفمبر في عام 2003 ليتم تقليص الفرق إلى 48 فريق، وقد قسمت الفرق فيما بعد إلى 12 مجموعة من أربعة فرق، وسيتأهل أبطال المجموعات ال12 وأفضل 8 مراكز ثواني إلى الدور الثاني، وحيث سيقسمون إلى خمسة مجموعات من أربعة فرق، وأبطال هذه المجموعات سيتأهلون إلى البطولة.
Group standings of the Final Round:
| المجموعة 1 | المجموعة 2                     | المجموعة 3    | المجموعة 4  | المجموعة 5  |
| ---------- | ------------------------------ | ------------- | ----------- | ----------- |
| 1. توغو    | 1. غانا                        | 1. ساحل العاج | 1. أنغولا   | 1. تونس     |
| 2. السنغال | 2. جمهورية الكونغو الديمقراطية | 2. الكاميرون  | 2. نيجيريا  | 2. المغرب   |
| 3. زامبيا  | 3. جنوب إفريقيا                | 3. مصر        | 3. زيمبابوي | 3. غينيا    |
| 4. الكونغو | 4. بوركينا فاسو                | 4. ليبيا      | 4. الغابون  | 4. كينيا    |
| 5. مالي    | 5. الرأس الأخضر                | 5. السودان    | 5. الجزائر  | 5. بوتسوانا |
| 6. ليبيريا | 6. أوغندا                      | 6. بنين       | 6. رواندا   | 6. مالاوي   |

### أوقيانوسيا
وأفضل فريقين في أوقيانوسيا لعبت ضد بعضها البعض لكسب الحق في التنافس ضد الفريق صاحب المركز الخامس من أمريكا الجنوبية.
ترتيب المجموعة في الجولة النهائية:
| 1. أستراليا   |
| 2. جزر سليمان |
| 3. نيوزيلندا  |
| 4. فيجي       |
| 5. تاهيتي     |
| 6. فانواتو    |

## فئة الانسحاب
- جمهورية إفريقيا الوسطى
- غوام
- نيبال

## لم يدخلوا التصفيات
- جزر القمر
- تيمور الشرقية
- جيبوتي
- بورتوريكو
- بروناي
- الفلبين
- بوتان
- كمبوديا

## فئة الاستبعاد
- ميانمار

### الملحقات القارية
- القارة الأوروبية
  -  النرويج vs  جمهورية التشيك (النتيجة الإجمالية 0-2)
  -  إسبانيا vs  سلوفاكيا (النتيجة الإجمالية 2-6)
  -   سويسرا vs  تركيا (النتيجة الإجمالية 4-4, فازت سويسرا بالأهداف خارج ارضه)
- أوقيانوسيا vs أمريكا الجنوبية
  -  الأوروغواي vs  أستراليا (النتيجة الإجمالية 1-1, أستراليا فازت بركلات الترجيح 4-2)
- آسيا vs أمريكا الشمالية، أمريكا الوسطى والكاريبي
  -  ترينيداد وتوباغو vs  البحرين (النتيجة الإجمالية 1-2)

## وصلات خارجية
- أرشيف تصفيات كأس العالم 2006 - من موقع RSSF